# Michal Florian
Michal Florian (* 2. ledna 2007 Brno), přezdívaný Misha, je hlavní tváří kanálu Mishovy šílenosti. Před svým současným úspěchem, za který vděčí zejména novému konceptu videí, umisťoval na svůj kanál videa z Minecraftu.

## Osobní život
Michal Florian se narodil 2. ledna 2007 v Brně, avšak vyrůstá v Kuřimi. Studuje na gymnáziu v Brně.

## YouTube
Michal Florian už v pěti letech v roce 2012 natočil své první video s názvem Letsplayer Misha (V současné době je toto video skryté). Jeho bratr Oldřich Tristan Florian mu začal pomáhat už s videí Byl jsem zastřelen! a Vybouchl jsem!. Michal se stal virálním na youtube až v únoru roku 2016, kdy na svůj nahrál společně s bratrem Oldřichem Tristanem, tehdy působícím pod přezdívkou Metadon, video s názvem Český Minecraft Song!!!. V červenci 2016 vyšla na kanále Mishovy šílenosti anglicky nazpívaná píseň o hře Pokémon Go, která se stala virální i v zahraničí.  O 2 měsíce později vytvořil s bratrem druhý kanál Mishovy šílenosti CZ, na tom kanále nahrávají svoje videa v češtině, v původním kanále Mishovy šílenosti začali nahrávat videa v angličtině.
V současné době[kdy?] tvoří serióznější elektronickou hudbu, kterou umisťuje na svůj vedlejší kanál. Píseň Very Well, kterou celou složil a vyprodukoval, však vydal i na kanále Mishovy šílenosti.

## Hudební alba a singly
Na konci června 2021 vydal své první studiové album s názvem Not The One, které obsahovalo písně jako Deep Inside, Fake Love, Don't Wanna Be Together nebo stejnojmenný singl Not The One atd. Deluxe verze alba byla vydána 12. listopadu 2021 a obsahuje tři další skladby, které se nakonec nedostaly do finálního sestřihu.
Na konci dubna 2022 vydal své druhé album s názvem Unimaginable Feelings a drží si smutný tón. Jedna píseň z tohoto alba se stala 3 am (3 hodiny ráno) a je o tom, jak si Misha přeje být po boku jeho dívky. Přemýšlí o tom, jak s ní chce být za všech okolností. Další písní se např. stala TAKE! (Byla vydána jako singl stejně jako píseň 3 am.) V ní se vyjadřuje ke své písni Pokémon Go Song a jak lidé věří, že Misha je stejná osoba, jakou byl. Následovaly další písně jako Leave It Up To Me, Bigger Part of Your Life, i lose control atd.
28. října 2022 vydal singl s názvem So Incredible. Byl vydán i videoklip k této písni kde je se svou přítelkyní Beth z USA. Ještě v prosinci téhož roku vydal singl What a (Christmas) Time, kde taky zazpíval i jeho starší bratr Oldřich Tristan Florian.
15. září 2023 Misha vydal třetí album s názvem Beautiful. Před vydáním Unmaginable Feelings Misha oznámil svým fanouškům o nadcházejícím albu na Twitteru a uvedl: "Vím, že budete čekat na mé druhé album, ale už pracuji na třetím." V albu se nacházelo 5 písní (Beautiful, Love Me Back, goodbye forever, take me now a Perfect.)
Na začátku června 2024 Misha zveřejnil na Tiktoku video, kde se fanouškům svěřil, že byl v jedenácti letech sexuálně zneužíván někým, koho potkal na internetu. Také řekl, že často přemýšlí, jestli na něj dotyčný stále myslí a jestli se cítí provinile.
Pak 14. června roku 2024 vydal další EP album pod názvem: You were my world, maybe I was yours. (Byl si můj svět, možná jsem byl tvůj.)
Další EP album vydal na konci srpna 2024 a jmenuje se Lifetimes (Doživotí).